# Thập niên 740

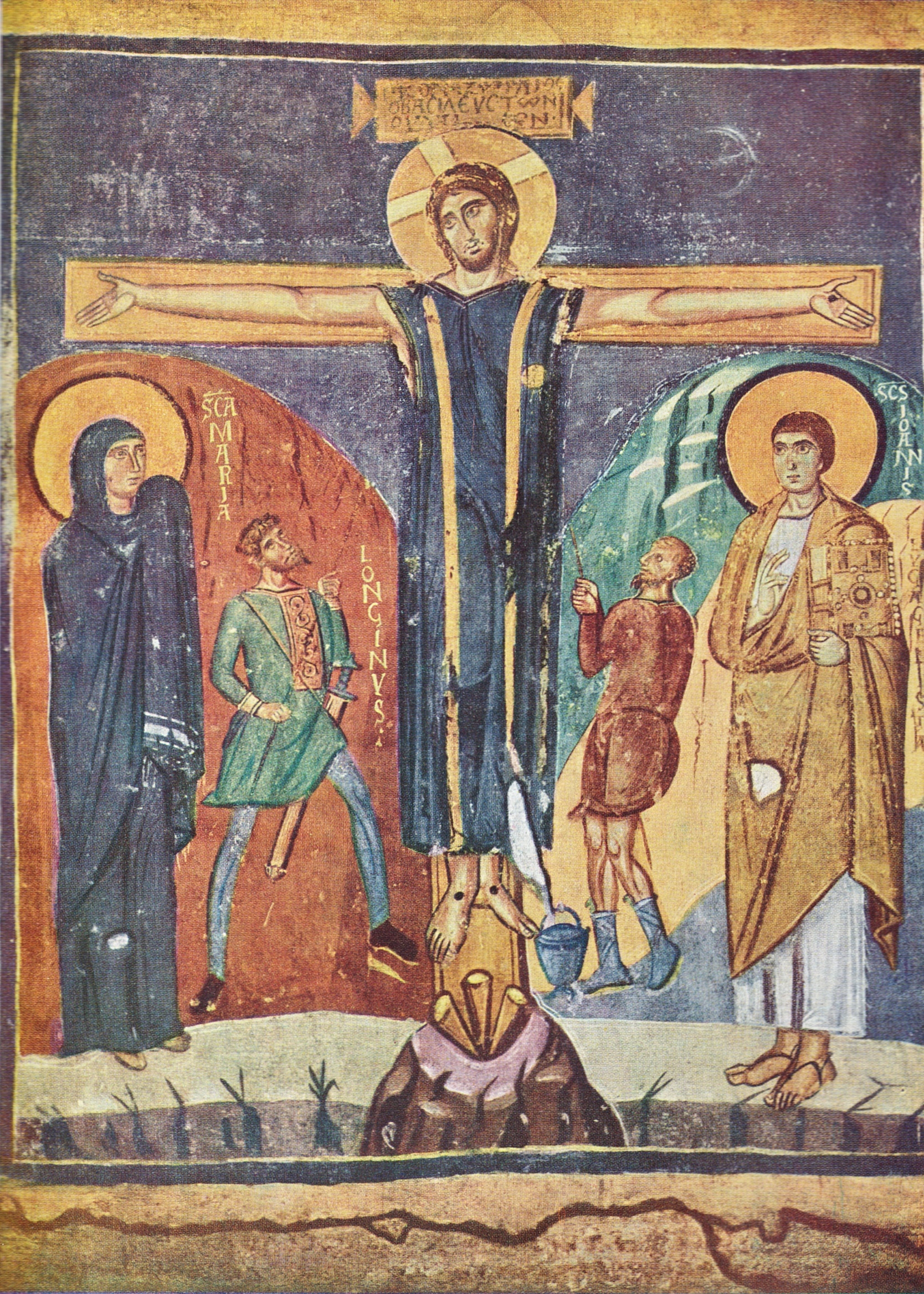
Crucifixion from Santa Maria Antiqua

Thập niên 740 hay thập kỷ 740 chỉ đến những năm từ 740 đến 749.